# A Daughter of the Confederacy (film 1913 Olcott)
A Daughter of the Confederacy è un cortometraggio muto del 1913 diretto da Sidney Olcott.

## Produzione
Il film fu prodotto dalla Gene Gauntier Feature Players. È stato girato a Jacksonville, in Florida.

## Distribuzione
Distribuito dalla Warner Features Company (come Warner's Feature Film Company), il film - un cortometraggio in tre bobine - uscì nelle sale cinematografiche statunitensi il 24 febbraio 1913.